# Marco Carrino
Marco Carrino (Cuneo, 13 luglio 1911 – Costigliole Saluzzo, 21 dicembre 2000) è stato un militare italiano.

## Biografia
Aiutante di Battaglia degli Alpini, Cavaliere della Repubblica Italiana, è stato decorato con medaglia d'argento al valor militare, insignito della croce di guerra e autorizzato a fregiarsi agli effetti araldici dell'emblema dell'Istituto Nazionale del Nastro Azzurro.
È stato insignito di onorificenza per distruzione di carro armato nemico che aprì un varco alle truppe alpine nella ritirata di Russia dove aveva assunto il comando dei superstiti della Divisione Cuneense, Battaglione "Borgo San Dalmazzo".
La relazione sui fatti d'arme dei reparti della "Cuneense" dal giorno 17 gennaio al 29 gennaio 1943, scritta da Marco Carrino, è riportata nel libro La Cuneense, storia di una divisione alpina di Libero Porcari. Fu lo stesso generale Emilio Battisti, comandante della Divisione Cuneense, a scrivere l'introduzione al libro di Giuseppe Costa, Vent'anni dopo, i disperati del Don, diario di Piero Comaschi e Marco Carrino, superstiti della tragica odissea degli alpini.

## Onorificenze
Medaglia d'argento al valor militare
Con queste motivazioni il 20 marzo 1950 il Presidente della Repubblica, Luigi Einaudi, gli conferì la medaglia d'argento al valore militare.